# Antoine de Baecque
Antoine de Baecque (Neuilly-sur-Seine, 14 maggio 1962) è un critico cinematografico e storico del cinema francese.
Coautore di una monumentale biografia di François Truffaut assieme a Serge Toubiana, è stato direttore dei Cahiers du cinéma dal 1996 al 1998. Su Truffaut ha anche scritto e narrato il documentario Deux de la Vague.